# حشيشة المكنسة
جلنش أو حشيشة المكنسة أو السمسم أو خنج إسكتلندي (الاسم العلمي Calluna vulgaris)، نبات معمر وحيد النوع من جنس العجرم وينتمي إلى فصيلة الخلنجية.
يصل طوله من 20 إلى 50 سم، وقد يصل إلى متر (نادرًا).